# Charles Fréger
 (juin 2018).
Si vous disposez d'ouvrages ou d'articles de référence ou si vous connaissez des sites web de qualité traitant du thème abordé ici, merci de compléter l'article en donnant les références utiles à sa vérifiabilité et en les liant à la section « Notes et références ».
Charles Fréger (né le 21 janvier 1975 à Bourges) est un photographe français.

## Biographie
Charles Fréger est d'abord connu pour ses séries de portraits photographiques de personnes en uniformes (gardes nationaux, légionnaires, sumos, patineuses, majorettes…), qui jouent sur le rapport entre les signes d'appartenance à un groupe et l'individualité de la personne qui revêt l'habit. Cette vocation documentaire lui est venue à Rouen alors qu'il était encore étudiant aux Beaux-Arts et s'était essayé au portrait de marins en escale : « En une journée, tout a basculé. J'ai vu que c'était mon monde. Je travaillais déjà sur la sérialité. Dans l'uniforme, il y avait quelque chose de conceptuel, de froid, que j'aimais ».
Sa série Wilder Mann (2012) relève presque de l'anthropologie puisqu'elle recense les créatures de mascarades rurales de 20 pays d'Europe. Elle a donné lieu à une publication plusieurs fois rééditée dans plusieurs pays. 
Charles Fréger est par ailleurs fondateur d'un réseau international d'artistes, Piece of Cake (POC).

## Expositions (résumé)
- Avril 2001 : Festival international des Arts de la Mode, Hyères (France)
- Janvier - février 2002 : Maison européenne de la photographie, Paris (France)
- Mai 2002 : Le Printemps de septembre, Toulouse (France)
- Janvier - avril 2004 : Musée des beaux-arts de Rouen (France)
- Janvier - février 2005 : Musée d'art de Yokohama (Japon)
- 23 septembre - 1 novembre 2005 : Kicken Berlin (Allemagne)
- Juin - août 2006 : Stephen Daiter gallery, Chicago (États-Unis)
- Juin 2006 : Musée d’art Moderne/ MUDAM (Luxembourg)
- Janvier - mars 2008 : MOCA, Shanghai (Chine)
- Mai - juin 2008 : Parcours St Germain, Paris (France)
- Juillet 2008 - août 2008 : MEM Gallery, Osaka (Japon)
- Juin - septembre 2008 : Rencontres internationales d’Arles (France)
- Juin - novembre 2009 : Kunshalle Wien, (Autriche)
- Novembre 2011 – janvier 2012 : Fotohof  – Salzbourg (Autriche)
- Septembre 2012 – janvier 2013 : Hermès Gallery TH13 (France)
- Février – mai 2013 : MAC/VAL, Vitry-sur-Seine  (France)
- Février – juin 2013 : Fotomuseum, Anvers (Belgique)
- 2 mai - 29 août 2014 : Structures and Surfaces. Joachim Brohm, Charles Fréger, Jitka Hanzlová, Hans-Christian Schink, Alfred Seiland, Kicken Berlin (Allemagne)
- 11 mai 2015 - 11 novembre 2015 : Wilder Mann, Musée de l'image, Épinal (France)
- 6 juin - 31 août 2015 : Bretonnes, musée de Bretagne/les Champs libres, Rennes (France)
- 16 février - 15 mai 2016 : Yokainoshima, Le Forum, Hermès, Ginza, Tokyo (Japon)
- 3 juillet - 28 août 2016 : Yokainoshima, Rencontres photographiques d'Arles, Arles (France)
- 6 octobre 2017 - 7 janvier 2018 : Fabula, Matmut pour les arts, Saint-Pierre-de-Varengeville (France)
- 2 février - 14 avril 2019 : Cimarron, Château des ducs de Bretagne, Nantes (France)
- 8 juillet au 19 août 2023 : Souvenir d'Alsace, Musée alsacien, Strasbourg (France)

## Ouvrages
- Portraits photographiques et uniformes, Paris, éd. 779, en coédition avec la Société française de photographie, 2001  (ISBN 2-914573-00-6)
- Majorettes, Paris, éd. Léo Scheer, 2002  (ISBN 2-914172-33-8)
- Légionnaires, texte de Raphaëlle Stopin, Paris, éd. 779/Château d’eau, 2002  (ISBN 2-914573-07-3)
- Donneurs, (Livre regroupant 40 portraits d’ouvriers des usines Arcelor). Préface de Pierre Etschegoyan. éd. Ponctuation, 2002  (ISBN 2-913179-05-3)
- Bleus de travail, texte de Marc Donnadieu, Rouen, éd. POC, 2003  (ISBN 2-915409-00-5)
- Steps, (60 portraits de patineuses synchronisées finlandaise), Cherbourg, éd. POC / Le point du jour, 2003  (ISBN 2-912132-24-X)
- Le Froid, le gel, l’image : Merisotakoulu, texte de Jean-Paul Curnier, Paris, éd. Léo Scheer, 2003  (ISBN 2-915280-06-1)
- Rikishi, texte de Chihiro Minato, Rouen, éd. POC, 2004  (ISBN 2-915409-04-8)
- 2Nelson, texte de Bill Kouwenhoven, Rouen, éd. POC, 2005  (ISBN 2-915409-05-6)
- Lux, textes de Stéphane Bern et Didier Mouchel, Veenman Pub, 2007  (ISBN 2-919923-13-7)
- Les Fleurs du paradis, texte de Charles Fréger, éd. Villa Noailles/archibook, 2008
- EMPIRE, texte de Prosper Keating, Paris, éd. Thames&Hudson, 2010
- Wilder Mann ou la figure du sauvage, Thames & Hudson, 2012[3]
- Outremer, Villa Noailles/Archibook, 2013
- L-12-12, Steidl, 2013
- La Danse du lion, flipbook, éd. Fotokino, 2014  (ISBN 978-2-9530742-4-6)
- Bretonnes, Charles Fréger, Marie Darrieussecq et Yann Guesdon (trad. de l'anglais), Bretonnes, Arles, Actes Sud Editions, coll. « Photographie », 2015, 256 p. (ISBN 978-2-330-05044-3)[4]
- Yokainoshima, Célébration d'un bestiaire nippon, Actes Sud Éditions, coll. Photographie, 2016  (ISBN 978-2-330-06470-9)[5]
- Parade, les éléphants peints de Jaipur, avec Carole Saturno (texte), éd. les grandes personnes, 2017  (ISBN 978-2361935078)[6]
- Charles Freger, Souvenir d'Alsace, Strasbourg, Musées de la ville de Strasbourg, 2023, 174 p. (ISBN 9782351252154)